# Världsmästerskapen i bordtennis 1939
Världsmästerskapen i bordtennis 1939 spelades i Kairo under perioden 6-11 mars 1939 1939.

## Medaljörer

### Lag
| Disciplin            | Guld                                                                     | Silver                                                                                | Brons                                                                         |
| Herrarnas lagtävling | Tjeckoslovakien Miloslav Hamr Rudolf Karlecek Vaclav Tereba Bohumil Váňa | Jugoslavien Žarko Dolinar Tibor Harangozo Adolf Herskovic Ladislav Hexner Max Marinko | England Ernest Bubley Jeffrey Hyde Hyman Lurie Kenneth Stanley Arthur Wilmott |
| Damernas lagtävling  | Tyskland Hilde Bussmann Gertrude Pritzi                                  | Tjeckoslovakien Vlasta Depetrisová Marie Kettnerová Věra Votrubcová                   | Rumänien Angelica Adelstein Sari Kolosvary                                    |

### Individuellt
| Disciplin   | Guld                           | Silver                            | Brons                             |
| Herrsingel  | Richard Bergmann               | Aloizy Ehrlich                    | Bohumil Váňa                      |
| Herrsingel  | Richard Bergmann               | Aloizy Ehrlich                    | Žarko Dolinar                     |
| Damsingel   | Vlasta Depetrisová             | Gertrude Pritzi                   | Samiha Naili                      |
| Damsingel   | Vlasta Depetrisová             | Gertrude Pritzi                   | Marie Kettnerová                  |
| Herrdubbel  | Viktor Barna Richard Bergmann  | Miloslav Hamr Josef Tartakower    | Jeffrey Hyde Hyman Lurie          |
| Herrdubbel  | Viktor Barna Richard Bergmann  | Miloslav Hamr Josef Tartakower    | Raoul Bedoc Michel Haguenauer     |
| Damdubbel   | Hilde Bussmann Gertrude Pritzi | Angelica Adelstein Sari Kolosvary | Vlasta Deptrisova Věra Votrubcová |
| Damdubbel   | Hilde Bussmann Gertrude Pritzi | Angelica Adelstein Sari Kolosvary | Marie Kettnerová Samiha Naili     |
| Mixeddubbel | Bohumil Váňa Věra Votrubcová   | Vaclav Tereba Marie Kettnerová    | Marcel Geargoura Hilde Bussmann   |
| Mixeddubbel | Bohumil Váňa Věra Votrubcová   | Vaclav Tereba Marie Kettnerová    | Mansour Helmy Gertrude Pritzi     |

### Fotnoter
1. ↑  ”World Championships Results”. ITTF Museum. Arkiverad från originalet den 11 maj 2012. https://web.archive.org/web/20120511103023/http://www.ittf.com/museum/results/WorldChresults.html. Läst 7 april 2012.
2. ↑  ”ITTF Statistics”. ittf.com. Arkiverad från originalet den 4 mars 2016. https://web.archive.org/web/20160304073505/http://www.ittf.com/ittf_stats/All_events4.asp?Competition_ID=13. Läst 7 april 2012.